# Młynowo (osada leśna w województwie wielkopolskim)
Młynowo – osada leśna w Polsce położona w województwie wielkopolskim, w powiecie pilskim, w gminie Łobżenica.
W latach 1975–1998 miejscowość administracyjnie należała do województwa pilskiego.